# Famille von Puttkamer

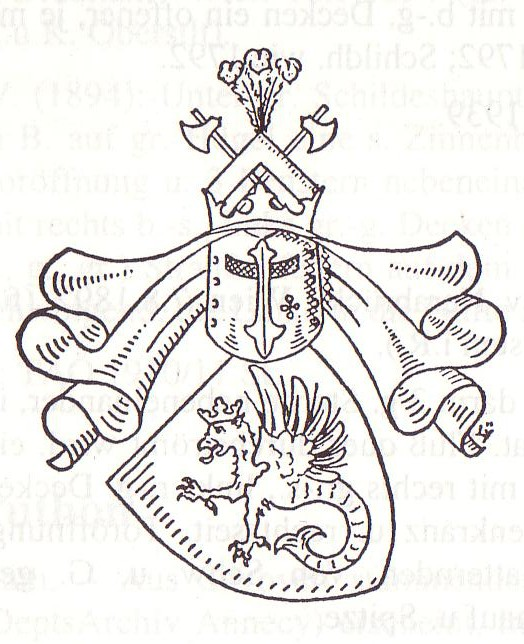
Armes de la famille Puttkamer

La famille von Puttkamer est une ancienne famille de la noblesse allemande dont les premiers ancêtres connus remontent entre 1257 et 1260. Alors que certaines branches ont le titre de Graf (comte), les autres possèdent le titre de Freiherr (baron). Selon, une tradition largement répandue dans cette famille, le premier né des Puttkamer reçoit le prénom de "Jesco".

## Personnalités
- Georg-Dietrich von Puttkamer (de) (1681-1754), général polonais
- Martin Anton von Puttkamer (de) (1698-1782), major-général prussien
- Nikolaus Lorenz von Puttkamer (de) (1703-1782), général prussien
- Christian Ernst von Puttkamer (de) (1706-1771), général prussien
- Georg Ludwig von Puttkamer (de) (1715-1759), général prussien
- Georg Henning von Puttkamer (de) (1721-1814), général prussien
- Franz Friedrich von Puttkamer (de) (1735-1823), général prussien
- Wilhelm Ludwig von Puttkamer (de) (1739-1820), général prussien
- Jacob Bogislaw von Puttkamer (de) (1753-1846), général prussien
- Leopold von Puttkamer (de) (1797-1868), général prussien
- Albert von Puttkamer (1797-1861), homme politique prussien
- Eugen von Puttkamer (1800-1874), homme politique prussien
- Heinrich von Puttkamer (de) (1803–1876), administrateur de l'arrondissement de Bütow
- Konstantin von Puttkamer (de) (1807-1899), général prussien
- Alwin von Puttkamer (de) (1811-1885), général prussien
- Heinrich von Puttkamer (de) (1818-1886), général prussien
- Johanna von Puttkamer (1824-1894), épouse d'Otto von Bismarck
- Bernhard von Puttkamer (de) (1825-1904), général prussien
- Richard von Puttkamer (1826-1898), homme politique prussien
- Robert von Puttkamer (1828-1900), ministre de l'Intérieur prussien (1881-1888)
- Maximilian von Puttkamer (de) (1831-1906), député du Reichstag
- Bernhard von Puttkamer (1838-1906), député du Reichstag
- Jesco von Puttkamer (1841-1918), homme politique
- Heinrich von Puttkamer (de) (1846-1914), général prussien
- Alberta von Puttkamer (1849-1923), épouse de Maximilian von Puttkamer et poétesse
- Jesko von Puttkamer (1855-1917), gouverneur du Cameroun allemand de 1895 à 1907
- Albert August Wilhelm von Puttkamer (de) (1861-1931), président du district de Basse-Alsace
- Jesco von Puttkamer (1876-1959), général
- Gertrud von Puttkamer (1881-1944), écrivaine allemande, épouse du colonel Heinrich Georg Ludwig von Puttkamer.
- Karl-Jesko von Puttkamer (1900-1981), Contre-amiral qui était l'officier naval adjoint d'Adolf Hitler durant la Seconde Guerre mondiale
- Jesco von Puttkamer (de) (1919-1987), journaliste
- Jesco von Puttkamer (de) (1933-2012), ingénieur de la NASA